# 257-я смешанная авиационная дивизия
257-я смешанная авиационная дивизия — воинское соединение Вооружённых Сил СССР в Великой Отечественной войне.

## История
Дивизия сформирована 26.02.1943 г. на базе Управления ВВС 7-й отдельной армии, и подразделений входящих в состав ВВС армии. В составе действующей армии с 26.02.1943 по 10.11.1944 года.
С февраля 1943 года по июнь 1944 года вела оборону на Свирском оборонительном рубеже. Дислоцировалась в Новинском районе. До 19.02.1944 года находилась в составе 7-й армии, затем в составе 7-й воздушной армии. На 19.02.1944 года в составе дивизии было 122 самолёта.
C 21.06.1944 года принимает участие в Свирско-Петрозаводской операции, штурмуя позиции врага в месте форсирования Свири. В боях по расширению плацдарма в районе Лодейное Поле поддерживала войска 37-го гвардейского стрелкового корпуса и 29-й танковой бригады.
Из воспоминаний командира 29-й танковой бригады И. Д. Бачакашвили
«…штурмовыми действиями по опорным пунктам противника на всем протяжении наступательных боев от реки Свирь до станции Лоймола авиация 257-й смешанной авиационной дивизии обеспечила отличное прикрытие частей, действовавших в передовом отряде, от воздействия авиации противника. Авиация 257-й сад действовала отлично, сопровождая наземные части, преследовавшие противника. По первому запросу появлялась своевременно и уничтожала указанные цели. В тесном взаимодействии с 257-й сад, уничтожавшей живую силу, огневые точки и укрепления противника, были взяты укрепленные узлы Самбатукса, Куйтяжи, Новинки, Колат-Сельга и другие… В этих боях личный состав экипажей самолетов 257-й сад показал образцы мужества и отваги и умения бить врага».
Отличилась при взятии Петрозаводска.
Затем принимала участие в Петсамо-Киркенесской операции действуя на мурманском направлении.
10.11.1944 года переименована в 257-ю истребительную авиационную дивизию.

## Полное наименование
- 257-я смешанная авиационная Свирская Краснознамённая дивизия

## Состав
- 191-й истребительный авиационный полк (28.09.1944 - 10.11.1944)
- 415-й истребительный авиационный полк (26.02.1943 - 10.11.1944)
- 435-й истребительный авиационный полк (10.1944 - 10.11.1944)
- 524-й истребительный авиационный полк (26.02.1943 - 05.03.1943)
- 694-й штурмовой авиационный полк (06.02.1944 - 02.05.1944)
- 716-й ближнебомбардировочный авиационный полк (26.02.1943 - 10.11.1944)
- 760-й смешанный авиационный полк (09.1944 - 10.11.1944)
- 773-й истребительный авиационный полк (26.02.1943 - 09.1944)
- 119-я отдельная разведывательная авиационная эскадрилья

## Командиры
- Минаев, Алексей Васильевич,  подполковник, с 18.03.1943 полковник

## Награды и наименования
| Дата              | Фронт (округ)            | Армия                           | Корпус | Примечания |
| ----------------- | ------------------------ | ------------------------------- | ------ | ---------- |
| 01.03.1943 года   | -                        | 7-я отдельная армия             | -      | -          |
| 01.04.1943 года   | -                        | 7-я отдельная армия             | -      | -          |
| 01.05.1943 года   | -                        | 7-я отдельная армия             | -      | -          |
| 01.06.1943года    | -                        | 7-я отдельная армия             | -      | -          |
| 01.07.1943 года   | -                        | 7-я отдельная армия             | -      | -          |
| 01.08.1943 года   | -                        | 7-я отдельная армия             | -      | -          |
| 01.09.1943 года   | -                        | 7-я отдельная армия             | -      | -          |
| 01.10.1943 года   | -                        | 7-я отдельная армия             | -      | -          |
| 01.11.1943 года   | -                        | 7-я отдельная армия             | -      | -          |
| 01.12.1943 года   | -                        | 7-я отдельная армия             | -      | -          |
| 01.01.1944 года   | -                        | 7-я отдельная армия             | -      | -          |
| 01.02.1944 года   | -                        | 7-я отдельная армия             | -      | -          |
| 01.03.1944 года   | Карельский фронт         | 7-я армия                       | -      | -          |
| 01.04.1944 года   | Карельский фронт         | 7-я воздушная армия             | -      | -          |
| 01.05.1944 года   | Карельский фронт         | 7-я воздушная армия             | -      | -          |
| 01.06.1944 года   | Карельский фронт         | 7-я воздушная армия             | -      | -          |
| 01.07.1944 года   | Карельский фронт         | 7-я воздушная армия             | -      | -          |
| 01.08.1944 года   | Карельский фронт         | 7-я воздушная армия             | -      | -          |
| 01.09.1944 года   | Карельский фронт         | 7-я воздушная армия             | -      | -          |
| 01.10.1944 года   | Карельский фронт         | 7-я воздушная армия             | -      | -          |
| 01.11.1944 года   | Карельский фронт         | 7-я воздушная армия             | -      | -          |
| 04.1945 - 05.1946 | Московский военный округ | ВВС Московского военного округа |        |            |

| Награда (наименование)           | Дата                                                           | За что получена |
| -------------------------------- | -------------------------------------------------------------- | --- |
| Почётное наименование «Свирская» | Приказ Верховного Главнокомандующего № 0174 от 02.07.1944 года | за образцовое выполнение заданий командования в боях с немецко-финскими захватчиками при форсировании реки Свирь, прорыве сильно укреплённой обороны противника и проявленные при этом доблесть и мужество в ходе Свирско-Петрозаводской операции приказом Верховного Главнокомандующего. |
| Орден Красного Знамени           | 31.10.1944 года                                                | За образцовое выполнение заданий командования в боях с немецко-фашистскими захватчиками, за овладение городом Петсамо (Печенга) и проявленные при этом доблесть и мужество. |